# スマトラ島沖地震 (2009年)
スマトラ沖地震（スマトラとうおきじしん）は、2009年9月30日10時16分9秒(UTC)にインドネシア、スマトラ島沖で発生したモーメントマグニチュード (Mw) 7.5の地震である。地震の種類としては2004年や2005年、2007年のスマトラ島沖地震（プレート境界型）と異なり、海洋プレート内地震（スラブ内地震）となっている。

## 概況
震源はスマトラ島パダン西北西60kmの海底で、深さは81km。2009年10月2日現在、少なくとも1100人が死亡したとされ、1000人を超える人々が建造物の下敷きになっていると考えられている。
また、本震翌日（現地時間10月1日午前8時52分25秒）には、スマトラ中央部、ジャンビ州、スンガイペヌーの南東46kmの地点でマグニチュード6.6の地震が起きている。震源の深さは24.9km。詳細は後述。

## 背景
インドネシアは環太平洋火山帯に位置し、西スマトラ州の州都パダンは、インド・オーストラリアプレートがユーラシアプレートに対して沈み込んでいる、世界で最も活動的な活断層の一つの近傍に位置している。2004年から続く一連のスマトラ島沖地震で、バダン沖は地震空白域とされており今後巨大地震の発生する可能性が指摘されているが、今回の地震はプレート境界型地震ではないため依然、空白域の解消には至っていない。
また、10月1日の地震は右横ずれ断層であるスマトラ断層の運動に関連して起こったものである。

## 影響
地震動はインドネシア首都ジャカルタや、マレーシア、シンガポールでも感じられたという。
スマトラ島では建物の倒壊と炎上が報告されており、パダンでは複数のホテルが倒壊して交通・通信手段が麻痺した。山間部では土砂崩れも発生、約300人が生き埋めとなった他、家屋が倒壊するなどの被害が発生した。
AFP通信によると、高層ビルも地震の影響によって倒壊し、水道管が破壊され街路に流れ出しているとされている。また、2棟以上の病院、複数の学校施設が倒壊し、道路、橋なども損壊し、交通が遮断されている。また、地すべりによって電線が切断され、炎上例も見られる。
さらにパダンのミナンカバウ国際空港の屋根が崩落し、州の操縦士は空港に近づくことについて「難しい」と述べている。空港は10月1日には復旧され、運航を再開した。
太平洋津波警報センターは津波警戒警報を発表したが、数時間後には解除され、津波の報告や被害は伝えられていない。

## 反応

### 救援
複数の支援組織がパダンの被災者に対する救援を始めている。ワールド・ヴィジョン、オックスファム、赤十字社、マーシーコー(Mercy Corps)は被災状況を迅速に評価するためにパダンに即応チームを送った。

### 援助
| オーストラリア   | 軍工兵10団と民間捜索救助部隊36組。オーストラリア海軍、掃海艇カニンブラから病院とヘリ。36人の都市捜索救助チームと20人のオーストラリア防衛軍医療部隊と工兵隊。25万オーストラリアドルを医療チームと人道的支援のためにインドネシアのNGOムハマディヤに提供。10万オーストラリアドルをインドネシア赤十字の緊急対応のために提供 。 |
| 中国             | 50万ドル規模の緊急援助。中国赤十字は5万ドル。 |
| デンマーク       | 6人のクルーと野営用物資。 |
| エストニア       | 情報技術の専門家を国連災害評価調整（UNDAC）チームに加えて派遣。インドネシアの震災被害者の援助に100万クローネ 。 |
| EU               | 300万ユーロ相当の援助。 |
| ドイツ           | 100万ユーロ相当の緊急援助。 |
| アイルランド     | アイルランド赤十字のボランティアが救助隊、食糧、飲料水、シェルターを援助。 |
| 日本             | 60人規模の国際緊急援助隊救助チーム、23人の医療チームがパリアマンに到着。非常物資とテント、寝具、毛布、発電機なども提供。 |
| マレーシア       | 緊急基金から合計10万マレーシアリンギット。 マレーシア赤新月社は医師、看護師、救援事務員など5人からなる地方災害対応チームを被災者への緊急救助を提供するためにパダンへ派遣。 マーシー・マレーシア は10月1日、パダンに必要な人道的支援を実地評定するための指導チームを派遣。10月4日から、スマトラ島パダン北方80kmの位置にあるパリアマン近郊の震災被害者を救うために、整形外科医、総合外科、麻酔外科、総合開業医と看護師を含む外科手術と医療チームを展開10万マレーシア・リンギット相当のある手術セットと医療セットを装備。 39名の隊員からなるマレーシア捜索救助隊(Malaysian Search and Rescue Team;Smart)はパダンに到着し、瓦礫の下敷きとなった震災被害者を捜索救助するために支援。マレーシア陸軍医療団の17人の将校、マレーシア健康省の8人の官僚、国立捜索師団と非政府組織マーシー・マレーシアからの2人の幹部を含む医療チームを派遣。 ジョホールバルのマレーシア工芸大学は14人のボランティアをパダンに派遣し、人道救助、大学スタッフを含み、新鮮な水と物資の補給。 |
| オランダ         | 50万ユーロの緊急援助。 |
| ノルウェー       | 緊急援助活動のために2000万ノルウェークローネを拠出。 |
| ロシア           | 2機の航空機、戦略的支援物資、医療物資、医師、看護師、探索犬と捜索救助部隊を派遣。 |
| サウジアラビア   | 2台のトラック、1台の災害対応救急医療ユニット、捜索救助隊、医療品、建物の下敷きになった死者や生存者の発見に使われる4匹の捜索犬などを乗せた同国最大の輸送機。 |
| シンガポール     | 5万ドル相当の一時シェルター、ブランケット、医療品など緊急救助物資の提供。42人の市民防衛軍捜査救助分遣団と3台のヘリ。 |
| 韓国             | 43人の規模の捜索救助チームと援助50万ドル。 |
| スイス           | 捜索救助チーム派遣。 |
| カタール         | 航空機1機。捜索救助チーム、戦略的物資補給。 |
| 台湾             | 15万ドル相当の援助。 |
| タイ王国         | 10月3日、飛行機によるジャカルタへの17万ドル相当の援助物資。 |
| アラブ首長国連邦 | 56人の捜索救助チーム、医療物資、重機械。 |
| アメリカ         | 30万ドルの緊急援助。300万ドルの援助、ハーキュリー輸送機と乗組員。 USS デンバーが支援。 |
| 英国             | 災害規模の算定のための人道主義的専門家。 国際開発省チームによるイギリス援助機関スタッフとプラスチック板金の水浄化設備、医療救助設備。インドネシア行きの捜索救助チームは65人の消防士から構成。 また、グランジマス、スターリングシャーに配置された、10人の英国国際救助隊がスマトラへ、瓦礫の下敷きとなった生存者を探すための集音装置とカメラのついた瓦礫にもぐりこむ機器の専門家で、装備 グロスターに配置された救助捜索の専門家Rapid-UKは16人の救助医療チーム。 |

## 余震
マグニチュード5.5を超える付近の余震および関連する地震を記す。時刻はUTC。太文字は本震。
なお、10月1日に発生したマグニチュード6.6の地震について、USGSは2つの震源の距離から余震ではないとしており
、また地震の種類もスマトラ断層の運動に関連して起こった断層型地震という違いがある。
- 9月30日
  - 10:16:10 M7.6/0.789° S、99.961° E
  - 10:38:54 M5.5/0.717° S、100.070° E[48]
- 10月1日
  - 01:52:29 M6.6/2.497° S、101.540° E
  - 02:20:31 M5.0/2.465° S、101.342° E